# ابودلف عجلی
قاسم بن عیسی بن ادریس بن معلق عجلی کرجی معروف به ابودُلَف عجلی (درگذشته ۲۲۵ یا ۲۲۶، بغداد) از فرماندهان نظامی برجسته مأمون عباسی و معتصم عباسی و از شاعران عرب‌زبان است که تألیفاتی نیز در این زمینه دارد. وی که مذهب تشیع را برای خود برگزیده بوده، سرسلسله سلاطین بنودلف است و داستان او با افشین در تاریخ بیهقی بسیار معروف است.ابودلف جد ایل دلفان است و دلفان ها عرب تبار هستند و اکنون جزو قوم لک هستند.

## خاندان
خاندان ابودلف از تیره اعراب بنی عجل -شاخه‌ای از بکر بن وائل - بوده‌اند که در نبرد ذوقار در کنار بنی شیبان بر سپاه ساسانی پیروز شده‌اند. ابن رسته اینان را از مسیحیان حیره دانسته که البته تناقضات زیادی دارد. اینان در روستاهای عراق عجم می‌زیسته‌اند. در تاریخ‌نگاری‌ها دربارهٔ جد ابودلف، ادریس بن معقل نظرهایی گوناگونی داده شده برخی او را عطار و مال فروش، برخی راهزن و برخی نیز عامل خالد بن عبدالله قسری معرفی کرده‌اند که پس از دست یازیدن یوسف بن عمر بر ولایت عراق او و برادرش ادریس به همین دلیل به زندان کوفه افتادند. دربارهٔ پدر ابودلف، عیسی اما اطلاعات زیادی در تاریخ‌نگاری‌ها نیامده‌است.

## بنی عجل و ابومسلم خراسانی
بنا به برخی از روایات ابومسلم در خدمت این خاندان می‌زیسته و در دوران زندانی شدن بنی عجل در زندان کوفه بوده که با داعیان عباسی آشنا شده و پس از آزادی به ایشان پیوسته. برخی دیگر نیز او را از بندگان این خاندان می‌دانند که به همراه فرزندان ایشان به مکتب رفته و رشد یافته و زمانی که عیسی بن معقل را به کوفه می‌بردند ابومسلم را به نیابت از خود بر املاک گماشت و ابومسلم پس از برداشت محصول و جمع مال به کوفه می‌رود آنجا با داعیان عباسی آشنا می‌شود. حتی گویند که ابومسلم نام و کنیه خود را از عبدالرحمن ابن مسلم که در املاک بنی عجل به معلمی مشغول بوده گرفته‌است.

## امارت جبال
دربارهٔ کودکی ابودلف اطلاعاتی در دست نیست. زمانی که ابودلف بسیار جوان بوده از سوی خلیفه هارون الرشید به امارت ناحیه جبال برگزیده می‌شود. در نزاع میان امین و مأمون ابودلف جانب امین را می‌گیرد و به سپاهیان علی بن عیسی بن ماهان می‌پیوند و به جنگ طاهر بن حسین می‌رود. طاهر اما ابودلف را به بیعت با مأمون می‌خواند و ابودلف که در بیعت امین بوده نمی‌پذیرد و تنها اعلام بی طرفی می‌کند. از این پس تا زمان آمدن مأمون به ری مطلبی دربارهٔ ابودلف در تاریخ‌نگاری‌ها نیامده. در این زمان مأمون او را به ری فرا می‌خواند. بنی عجل که از جان او بیمناک هستند به پشتیبانی او بر می‌آیند اما وی به نزد مأمون می‌رود امان می‌یابد و دوباره به امارت ناحیه جبال منصوب می‌شود.

## کرج ابودلف
بخش عمده شهرت ابودلف به خاطر شهری است به نام کره یا کرج که وی آبادش ساخت و به نام وی کرج ابودلف نامیده شد. به همین سبب است که وی را کرجی می‌خوانند. گویند این شهر را ادریس ابن معقل بنا نهاد، عیسی بن ادریس توسعه اش داد و ابودلف آن را به کمال رساند.

## نبرد با دیلمیان و خرم دینان
ابودلف نبردهای بسیاری با دیلمیان انجام داد. این نبردها در روزگار معتصم نیز ادامه پیدا کرد. او دژهای دیلمیان را می‌گشود و بر ایشان خراج می‌بست. وی از فرماندهان سپاه افشین اشروسنی در نبرد با بابک خرم دین بود. نبردی که در آخر به شکست بابک و اعدامش توسط معتصم انجامید. گویند در طول همین نبردها بود که افشین بر شجاعت و فضل ابودلف رشک ورزید و در صدد قتلش برآمد.

## داستان افشین و بودلف
پس از دفع بابک و بازگشت به دربار خلیفه معتصم، افشین در پی فرصتی بود تا به بودلف دست یابد. در این باره دو روایت موجود است. روایتی که تنوخی آورده که افشین به نحوی بر ابودلف دست یافت و قصد جانش را کرد. خلیفه که این جریان را فهمید ابن ابی داود را به نزدش فرستاد و وی با تهدید، ابودلف را رهانید و به نزد خلیفه آورد. روایت دیگر که بسیار معروف تر است در کتاب تاریخ مسعودی آمده که علت معروف بودنش بی شک زیبایی روایت بیهقی و تصویرگری‌ها، توصیفات و صحنه آرایی‌های دقیق اوست. بیهقی اینگونه روایت کرده که افشین به پاس خدمتی که در شکست دادن بابک به معتصم کرده بوده از او در مستی می‌خواهد که دستش را بر ابودلف گشاده کند. خلیفه نیز می‌پذیرد لیک پس از هوشیاری اندیشه مند و از کار خود پشیمان می‌شود پس ابن ابی داود را فرا می‌خواند و از او می‌خواهد که به هر حیله شده به گونه‌ای که خلیفه نامی از خلیفه برده نشود و سخنش نشکند ابودلف را از دست افشین خلاص کند. ابن ابی داود نیز نزد افشین می‌رود و هرچه تضرع می‌کند افشین وقعی نمی‌نهد و از تصمیم خود برنمی‌گردد ناچار برخلاف خواست خلیفه از او نام می‌برد و ابودلف را خلاص می‌کند. افشین نیز از خلیفه گله مند می‌شود و به او شکایت می‌برد اما خلیفه سمت ابن ابی داود را می‌گیرد و افشین را شماتت می‌کند؛ و البته این زمینه‌ای می‌شود برای ناراحتی خلیفه از افشین و قتل او.

## مرگ
دو سال پس از ماجرای افشین و بودلف، وی در نتیجه بیماری شدیدی در بغداد درگذشت. در این دو سال برخی از امارت وی بر دمشق یاد کرده‌اند. گویند یک بار معتصم بر او خشم می‌گیرد و قصد مصادره اموالش را می‌کند، اما به میانجی‌گری عبدالله بن طاهر از این کار چشم پوشیده و ولایت دمشق را به او می‌دهد.

## چهره فرهنگی
ابودلف در کنار جنگاوری، شاعر و موسیقی دانی برجسته نیز بود. کرج ابودلف در زمان او به مرکز شعر عربی تبدیل شده بود. او به ستایشگرانش صله‌های کلان می‌داد و حتی در این زمینه با مأمون نیز رقابت می‌کرد. شاعرانی همچون ابوتمام، دعبل خزاعی و علی ابن جبله دربارهٔ او سروده‌اند و نام او را در شمار بخشندگان بزرگ عرب ثبت کرده‌اند. کتاب‌هایی از جمله «سیاست الملوک» و «البزاه و الصید» به او منسوب است که البته نشانی از اینها باقی نمانده. گویند عنوان آن کتاب‌ها حاکی از تربیت اشرافی تا حدی متضمن فرهنگ ایرانی است.

## مذهب
ابن خلکان می‌گوید که ابودلف شیعه و اهل غلو بوده‌است. همچنین مسعودی آورده که او از طرفداران سرسخت تشیع و علی بن ابی طالب بوده و هنگامی که یکی از فرزندانش در اینباره با او مخالفت کرد او را از خود راند.

## آثار منسوب به ابودلف
- جامع ابودلف: مسجدی بزرگ در متوکلیه سامرا البته فرنسیس معتقد است که احتمالاً اطلاق نام ابودلف به مسجد در سده‌های جدید صورت گرفته.[۷]
- ذلف‌آباد: شهری تاریخی است در نزدیکی شهر فرمهین که در زمان فتحعلی‌شاه قاجار تخریب شده. برخی معتقدند که ذلف‌آباد در حقیقت دلف‌آباد است و نام خود را از ابودلف عجلی گرفته.[۸]
- کرهرود: دهخدا در لغت‌نامه آورده که قصبه‌ای است میان اصفهان و همدان و ظاهراً کرج ابودلف همین قصبه است.[۹]